# Parmelinopsis
Parmelinopsis Elix & Hale  – rodzaj grzybów z rodziny tarczownicowatych (Parmeliaceae). Ze względu na współżycie z glonami zaliczany jest do grupy porostów.

## Systematyka i nazewnictwo
Pozycja w klasyfikacji według Index Fungorum: Parmeliaceae, Lecanorales, Lecanoromycetidae, Lecanoromycetes, Pezizomycotina, Ascomycota, Fungi.

## Niektóre gatunki
- Parmelinopsis afrorevoluta (Krog & Swinscow) Elix & Hale 1987
- Parmelinopsis cryptochlora (Vain.) Elix & Hale 1987
- Parmelinopsis horrescens (Taylor) Elix & Hale 1987
- Parmelinopsis jamesii (Hale) Elix & Hale 1987
- Parmelinopsis minarum (Vain.) Elix & Hale 1987
- Parmelinopsis neodamaziana (Elix & J. Johnst.) Elix & Hale 1987
- Parmelinopsis protocetrarica Elix 1993
- Parmelinopsis spumosa (Asahina) Elix & Hale 1987
- Parmelinopsis subfatiscens (Kurok.) Elix & Hale 1987

Nazwy naukowe na podstawie Index Fungorum. Uwzględniono tylko taksony zweryfikowane.